# Brachytome russellii
Brachytome russellii là một loài thực vật có hoa trong họ Thiến thảo. Loài này được Deb & M.G.Gangop. mô tả khoa học đầu tiên năm 1987.